# Francesco Piranesi

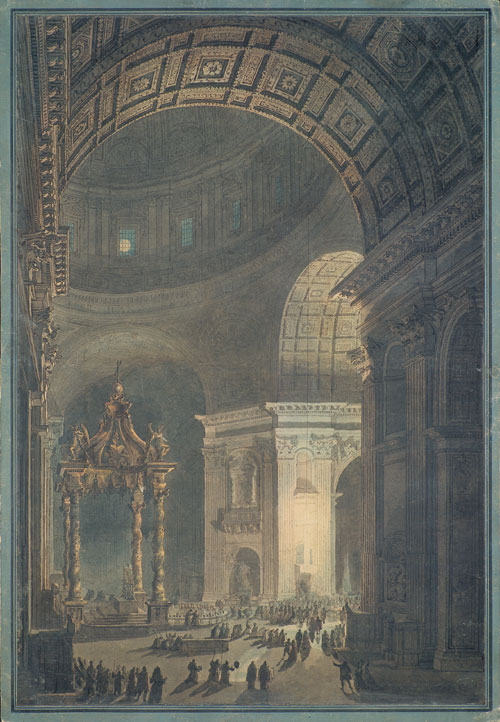
Iluminación de la Cruz en Cuaresma, aguafuerte de Francesco Piranesi, coloreado por Louis-Jean Desprez

Francesco Piranesi (1758/59 - 23 de enero de 1810) fue un grabador y arquitecto Italiano. Fue hijo del artista Giovanni Battista Piranesi y continuó sus series de grabados sobre monumentos y templos de la antigüedad. Ejerció su profesión durante un lago período de tiempo en Francia, donde vivió durante la revolución francesa.

## Vida
Francesco Piranesi nació en Roma, siendo el hijo varón mayor de Giovanni Battista Piranesi y su mujer, Angela Pasquini. Fue instruido en el grabado por su padre, conjunto a su hermana Laura (1755-1785), siendo ésta una notable grabadora en el momento de su muerte. Alrededor de 1775, Francesco ejecutaba su propia obra así como asistía a su padre en la suya. Completó su formación trabajando con otros maestros tales como Giovanni Volpato de quien perfeccionó el grabado, bajo la directriz de los hermanos Georg y Jacob Philipp Hackert  la pintura de paisaje y arquitectura con Pierre-Adrien Pâris.
Piranesi acompañó a su padre en dos ocasiones a las antiguas ruinas de Pompeya, Paestum y Herculano, por primera vez en 1770 y de nuevo en 1778. En este último viaje, formó parte de un grupo de grabadores que colaboraban con Benedetto Mori y el arquitecto Augusto Rosa, considerado el inventor de la felloplastica, el arte de construir modelos de corcho a escala de monumentos antiguos. Giovanni Battista creó una serie de dibujos preparatorios sobre Paestum, que fueron completados por Francesco. Tras la muerte de su padre, poco después del segundo viaje, Francesco heredó la imprenta de su padre y fue el responsable de la mayor parte de las ediciones de sus grabados. 
Piranesi colaboró con el artista francés Louis-Jean Desprez en una serie de vistas de Nápoles, Roma y Pompeya, que fueron anunciadas en 1783 como dessins coloriés y vendidas en la tienda de  Piranesi en Roma. Aunque su anuncio prometía 48 vistas, la serie no fue completada debido a que Desprez dejó Roma para entrar al servicio del rey Gustavo III de Suecia. En los siguientes años, Piranesi ganó notoriedad especialmente por sus grabados de estatuas antiguas.
La ocupación de la península italiana en 1798 por el ejército revolucionario francés dio origen al establecimiento de la fugaz República Romana. Piranesi pronto ganó la admiración de los oficiales que dirigían la República, siendo nombrado oficial del gobierno. Cuando cayó la República al año siguiente, se trasladó a París junto con su hermano pequeño, Pietro, donde ganó la admiración de Talleyrand. Abrieron una nueva rama de la empresa familiar en París, llamada Piranesi Frères, dedicada a la decoración de una serie de vasijas de terracotta que imitaban el estilo Etrusco.
En 1807 Pietro Piranesi vendió su participación en la compañía y volvió a Roma. Después de este hecho Francesco vivió tiempos difíciles. El Emperador Napoleón acudió en su ayuda, otorgándole vía decreto imperial una suma de 300.000 Francos, con la condición de que se dedicase exclusivamente a su obra como grabador. Murió de manera repentina en París, antes de que pudiese completar su contrato. 
En 1839, las planchas supervivientes de sus grabados fueron adquiridos por la Calcografia Camerale, fundada por el Papa Gregorio XVI, y trasladadas a Roma. Esa institución actualmente es el Istituto Nazionale per la Grafica.

## Obras
- Raccolta de' tempj antichi, Volume I (1780)
- Il teatro di Ercolano (1785)
- Collezione delle più belle statue di Roma (1786)
- Raccolta de' tempj antichi, Volume II (1790)
- Ragguaglio ossia giornale della venuta e permanenza in Roma di S.A.R. Sofia Albertina Principessa di Svezia (1793)
- Antiquités de la Grande-Grèce, three volumes (1804-1807)

- Wikimedia Commons alberga una categoría multimedia sobre Francesco Piranesi.

- Datos: Q336028
- Multimedia: Francesco Piranesi / Q336028